# 24 Heures de Daytona 1985
Navigation
Édition précédente Édition suivante
Les 24 Heures de Daytona 1985 (officiellement appelé le 1985 Sunbank Daytona 24 Hours ), disputées sur les 2 février 1985 et 3 février 1985 sur le Daytona International Speedway sont la vingt-troisième édition de cette épreuve, la dix-neuvième sur un format de vingt-quatre heures, et la première manche du Championnat IMSA GT 1985.

## Engagés
La liste officielle des engagés était composée de 108 voitures. 89 ont participé aux essais dont 33 en GTP, 3 en GTP Lights, 31 en GTO et 22 en GTU.

## Course
Voici le classement provisoire au terme de la course,,.
- Les vainqueurs de chaque catégorie sont signalés par un fond jauni.
- Pour la colonne Pneus, il faut passer le curseur au-dessus du modèle pour connaître le manufacturier de pneumatiques.

| Pos. | Classe | N° | Écurie                     | Pilotes                                                            | Châssis                                    | Pneus | Tours | Temps                      |
| Pos. | Classe | N° | Écurie                     | Pilotes                                                            | Moteur                                     | Pneus | Tours | Temps                      |
| ---- | ------ | -- | -------------------------- | ------------------------------------------------------------------ | ------------------------------------------ | ----- | ----- | -------------------------- |
| 1    | GTP    | 8  | Henn's Swap Shop Racing    | A. J. Foyt Bob Wollek Al Unser Thierry Boutsen                     | Porsche 962                                | G     | 703   | 24 h 01 min 36 s 240       |
| 1    | GTP    | 8  | Henn's Swap Shop Racing    | A. J. Foyt Bob Wollek Al Unser Thierry Boutsen                     | Porsche Type 962/71 3,2 l Flat-6 Turbo K36 | G     | 703   | 24 h 01 min 36 s 240       |
| 2    | GTP    | 14 | Holbert Racing             | Al Holbert Al Unser Jr. Derek Bell                                 | Porsche 962                                | G     | 686   | + 17 tours                 |
| 2    | GTP    | 14 | Holbert Racing             | Al Holbert Al Unser Jr. Derek Bell                                 | Porsche Type 962/71 3,2 l Flat-6 Turbo K36 | G     | 686   | + 17 tours                 |
| 3    | GTP    | 67 | BFGoodrich ( Busby Racing) | Jim Busby (de) Rick Knoop (de) Jochen Mass                         | Porsche 962                                | BF    | 674   | + 29 tours                 |
| 3    | GTP    | 67 | BFGoodrich ( Busby Racing) | Jim Busby (de) Rick Knoop (de) Jochen Mass                         | Porsche Type 962/71 3,2 l Flat-6 Turbo K36 | BF    | 674   | + 29 tours                 |
| 4    | GTP    | 5  | Bob Akin Motor Racing      | Hans-Joachim Stuck Bob Akin Paul Miller (de)                       | Porsche 962                                | G     | 670   | + 33 tours                 |
| 4    | GTP    | 5  | Bob Akin Motor Racing      | Hans-Joachim Stuck Bob Akin Paul Miller (de)                       | Porsche Type 962/71 3,2 l Flat-6 Turbo K36 | G     | 670   | + 33 tours                 |
| 5    | GTP    | 7  | Bob Akin Motor Racing      | Jim Mullen Kees Nierop (en) Ray McIntyre                           | Porsche 935                                | G     | 668   | + 35 tours                 |
| 5    | GTP    | 7  | Bob Akin Motor Racing      | Jim Mullen Kees Nierop (en) Ray McIntyre                           | Porsche Type 930/80 3,2 l Flat-6 Turbo     | G     | 668   | + 35 tours                 |
| 6    | GTP    | 2  | Leon Bros. Racing          | Skeeter McKitterick (de) Terry Wolters (de) Art Leon               | March 84G                                  | G     | 654   | + 49 tours                 |
| 6    | GTP    | 2  | Leon Bros. Racing          | Skeeter McKitterick (de) Terry Wolters (de) Art Leon               | Chevrolet 5,8 l V8 Atmo                    | G     | 654   | + 49 tours                 |
| 7    | GTP    | 1  | Leon Bros. Racing          | Bill Whittington Randy Lanier (en) Al Leon                         | March 85G                                  |       | 652   | + 51 tours                 |
| 7    | GTP    | 1  | Leon Bros. Racing          | Bill Whittington Randy Lanier (en) Al Leon                         | Porsche Type 962 Flat-6 Turbo              |       | 652   | + 51 tours                 |
| 8    | GTO    | 65 | Roush Racing               | Wally Dallenbach Jr. John Jones (en) Doc Bundy (en)                | Ford Mustang                               | G     | 637   | + 66 tours                 |
| 8    | GTO    | 65 | Roush Racing               | Wally Dallenbach Jr. John Jones (en) Doc Bundy (en)                | Ford 6,0 l V8 Atmo                         | G     | 637   | + 66 tours                 |
| 9    | GTP    | 9  | Personalized Autohaus      | Jack Newsum Wayne Baker Chip Mead (en) Ren Tilton                  | Porsche 935                                |       | 624   | + 79 tours                 |
| 9    | GTP    | 9  | Personalized Autohaus      | Jack Newsum Wayne Baker Chip Mead (en) Ren Tilton                  | Porsche Type 930/80 3,2 l Flat-6 Turbo     |       | 624   | + 79 tours                 |
| 10   | Lights | 93 | Mid-O/Rusty Jones          | Kelly Marsh Ron Pawley Don Marsh                                   | Argo JM16                                  | G     | 602   | + 101 tours                |
| 10   | Lights | 93 | Mid-O/Rusty Jones          | Kelly Marsh Ron Pawley Don Marsh                                   | Mazda 13B 1,3 l 2-Rotor                    | G     | 602   | + 101 tours                |
| 11   | GTO    | 53 | Mandeville Auto-Tech       | Danny Smith Tom Waugh Diego Febles (de)                            | Mazda RX-7                                 |       | 599   | + 104 tours                |
| 11   | GTO    | 53 | Mandeville Auto-Tech       | Danny Smith Tom Waugh Diego Febles (de)                            | Mazda Rotatif                              |       | 599   | + 104 tours                |
| 12   | GTU    | 71 | Team Highball              | Amos Johnson (de) Jack Dunham Yojiro Terada                        | Mazda RX-7                                 |       | 599   | + 104 tours                |
| 12   | GTU    | 71 | Team Highball              | Amos Johnson (de) Jack Dunham Yojiro Terada                        | Mazda Rotatif                              |       | 599   | + 104 tours                |
| 13   | Lights | 63 | RGP 500 Racing             | Jim Downing John Maffucci Yoshimi Katayama                         | Argo JM16                                  |       | 599   | + 104 tours                |
| 13   | Lights | 63 | RGP 500 Racing             | Jim Downing John Maffucci Yoshimi Katayama                         | Mazda 13B 1,3 l 2-Rotor                    |       | 599   | + 104 tours                |
| 14   | GTO    | 09 | 901 Shop                   | Mike Schaefer Peter Uria Jack Refenning Larry Figaro               | Porsche 911 Carrera RSR                    |       | 586   | + 107 tours                |
| 14   | GTO    | 09 | 901 Shop                   | Mike Schaefer Peter Uria Jack Refenning Larry Figaro               | Porsche 3,2 l Flat-6 Atmo                  |       | 586   | + 107 tours                |
| 15   | GTO    | 90 | Road Circuit Tech          | Les Delano Andy Petery (de) Tommy Riggins                          | Pontiac Firebird                           |       | 578   | + 125 tours                |
| 15   | GTO    | 90 | Road Circuit Tech          | Les Delano Andy Petery (de) Tommy Riggins                          | Pontiac Atmo                               |       | 578   | + 125 tours                |
| 16   | GTO    | 21 | Gopher Motion              | Steve Cohen Don Walker William Gelles                              | Ferrari 512 BB LM                          |       | 567   | + 136 tours                |
| 16   | GTO    | 21 | Gopher Motion              | Steve Cohen Don Walker William Gelles                              | Ferrari 5,0 l V12 Atmo                     |       | 567   | + 136 tours                |
| 17   | GTP    | 6  | Morgan Performance         | Charles Morgan Bill Alsup (en) Jim Miller                          | Royale RP40                                | G     | 564   | + 139 tours                |
| 17   | GTP    | 6  | Morgan Performance         | Charles Morgan Bill Alsup (en) Jim Miller                          | Buick 3,0 l V6 Atmo                        | G     | 564   | + 139 tours                |
| 18   | GTU    | 42 | Mike Meyer/Daffy SWR       | Scott Pruett Paul Lewis (en) Joe Varde (en)                        | Mazda RX-7                                 |       | 558   | + 145 tours                |
| 18   | GTU    | 42 | Mike Meyer/Daffy SWR       | Scott Pruett Paul Lewis (en) Joe Varde (en)                        | Mazda Rotatif                              |       | 558   | + 145 tours                |
| 19   | GTU    | 99 | All American Racers        | Chris Cord (en) Dennis Aase (en)                                   | Toyota Celica                              |       | 533   | + 170 tours                |
| 19   | GTU    | 99 | All American Racers        | Chris Cord (en) Dennis Aase (en)                                   | Toyota Atmo                                |       | 533   | + 170 tours                |
| 20   | GTO    | 92 | OMR Engines                | Chris Gennone Fern Prego Hoyt Overbagh Lewis Fuller                | Chevrolet Camaro                           |       | 516   | + 187 tours                |
| 20   | GTO    | 92 | OMR Engines                | Chris Gennone Fern Prego Hoyt Overbagh Lewis Fuller                | Chevrolet 6,0 l V8 Atmo                    |       | 516   | + 187 tours                |
| 21   | GTP    | 11 | Kendall Racing             | Chuck Kendall Peter Fitzgerald John Hotchkis (de)                  | Porsche 935                                |       | 512   | Piston brulé               |
| 21   | GTP    | 11 | Kendall Racing             | Chuck Kendall Peter Fitzgerald John Hotchkis (de)                  | Porsche 3,2 l Flat-6 Turbo                 |       | 512   | Piston brulé               |
| 22   | GTP    | 30 | Momo Corse                 | Giampiero Moretti Jim Trueman (en) Massimo Sigala                  | Alba AR5                                   | G     | 505   | Incendie                   |
| 22   | GTP    | 30 | Momo Corse                 | Giampiero Moretti Jim Trueman (en) Massimo Sigala                  | Ford Cosworth DFL 3,9 l V8 Atmo            | G     | 505   | Incendie                   |
| 23   | Lights | 37 | Aerex Manufacturing        | Peter Welter Nick Nicholson Tom Burdsall                           | Tiga GT284                                 |       | 501   | + 202 tours                |
| 23   | Lights | 37 | Aerex Manufacturing        | Peter Welter Nick Nicholson Tom Burdsall                           | Mazda 13B 1,3 l 2-Rotor                    |       | 501   | + 202 tours                |
| 24   | GTO    | 96 | Allan Moffat Racing (en)   | Allan Moffat Gregg Hansford (en) Kevin Bartlett (en) Peter McCloud | Mazda RX-7                                 |       | 482   | + 221 tours                |
| 24   | GTO    | 96 | Allan Moffat Racing (en)   | Allan Moffat Gregg Hansford (en) Kevin Bartlett (en) Peter McCloud | Mazda Rotatif                              |       | 482   | + 221 tours                |
| 25   | GTU    | 94 | 49th Star Racing           | William Pfalf Skip Winfree Wally Hopkins                           | Porsche 911                                |       | 477   | + 226 tours                |
| 25   | GTU    | 94 | 49th Star Racing           | William Pfalf Skip Winfree Wally Hopkins                           | Porsche 3,0 l Flat-6 Atmo                  |       | 477   | + 226 tours                |
| 26   | GTO    | 73 | Wolf Engines               | Clark Howey Dale Koch Tracy Wolf                                   | Chevrolet Camaro                           |       | 467   | + 236 tours                |
| 26   | GTO    | 73 | Wolf Engines               | Clark Howey Dale Koch Tracy Wolf                                   | Chevrolet 6,0 l V8 Atmo                    |       | 467   | + 236 tours                |
| 27   | GTO    | 78 | Raul Garcia                | Raul Garcia Eugenio Matienzo                                       | Pontiac Firebird                           |       | 454   | + 249 tours                |
| 27   | GTO    | 78 | Raul Garcia                | Raul Garcia Eugenio Matienzo                                       | Pontiac Atmo                               |       | 454   | + 249 tours                |
| 28   | GTP    | 3  | Pegasus Racing             | Bobby Allison Wayne Pickering Ken Madren                           | March 84G                                  |       | 437   | Boite de viteses           |
| 28   | GTP    | 3  | Pegasus Racing             | Bobby Allison Wayne Pickering Ken Madren                           | Buick 3,4 l V6 Turbo                       |       | 437   | Boite de viteses           |
| 29   | GTO    | 83 | K&P Racing                 | William Wessel Robert Whitaker Mark Kennedy Karl Keck              | Chevrolet Corvette                         |       | 436   | + 267 tours                |
| 29   | GTO    | 83 | K&P Racing                 | William Wessel Robert Whitaker Mark Kennedy Karl Keck              | Chevrolet V8 Atmo                          |       | 436   | + 267 tours                |
| 30   | GTO    | 43 | Starved Rock Lodge         | Rusty Schmidt Scott Schmidt Max Schmidt                            | Chevrolet Corvette                         |       | 413   | + 290 tours                |
| 30   | GTO    | 43 | Starved Rock Lodge         | Rusty Schmidt Scott Schmidt Max Schmidt                            | Chevrolet V8 Atmo                          |       | 413   | + 290 tours                |
| 31   | GTO    | 35 | Team Dallas                | M. L. Speer Bobby Hefner Jack Griffin                              | Porsche 911 Carrera RSR                    |       | 395   | Fuite d'huile              |
| 31   | GTO    | 35 | Team Dallas                | M. L. Speer Bobby Hefner Jack Griffin                              | Porsche 3,2 l Flat-6 Atmo                  |       | 395   | Fuite d'huile              |
| 32   | GTP    | 15 | Kalagian Racing            | John Kalagian John Lloyd Tom Grunnah                               | March 84G                                  | H     | 394   | Suspension                 |
| 32   | GTP    | 15 | Kalagian Racing            | John Kalagian John Lloyd Tom Grunnah                               | Chevrolet V8 Atmo                          | H     | 394   | Suspension                 |
| 33   | GTP    | 33 | Bo-And Racing              | Richard Anderson Bard Boand Mike Brummer                           | Lola T600                                  |       | 373   | Suspension                 |
| 33   | GTP    | 33 | Bo-And Racing              | Richard Anderson Bard Boand Mike Brummer                           | Chevrolet V8 Atmo                          |       | 373   | Suspension                 |
| 34   | GTO    | 22 | Walter Johnston            | Del Russo Taylor John Hayes-Harlow Bob Lee                         | Pontiac Firebird                           |       | 351   | + 352 tours                |
| 34   | GTO    | 22 | Walter Johnston            | Del Russo Taylor John Hayes-Harlow Bob Lee                         | Pontiac Atmo                               |       | 351   | + 352 tours                |
| 35   | GTU    | 49 | Conrad Racing              | Albert Naon Jr. Dennis Vitolo (en) Fernando Garcia                 | Porsche 911                                |       | 336   | + 367 tours                |
| 35   | GTU    | 49 | Conrad Racing              | Albert Naon Jr. Dennis Vitolo (en) Fernando Garcia                 | Porsche 3,0 l Flat-6 Atmo                  |       | 336   | + 367 tours                |
| 36   | GTP    | 45 | Conte Racing               | John Paul Jr. Bill Adam (en) Whitney Ganz                          | March 85G                                  | G     | 330   | Suspension                 |
| 36   | GTP    | 45 | Conte Racing               | John Paul Jr. Bill Adam (en) Whitney Ganz                          | Buick V6 Turbo                             | G     | 330   | Suspension                 |
| 37   | GTO    | 80 | Lindley Motor Ltd.         | Neil Bonnett (en) Jim Derhaag Les Lindley                          | Chevrolet Camaro                           |       | 295   | Abendaon                   |
| 37   | GTO    | 80 | Lindley Motor Ltd.         | Neil Bonnett (en) Jim Derhaag Les Lindley                          | Chevrolet 6,0 l V8 Atmo                    |       | 295   | Abendaon                   |
| 38   | GTO    | 72 | Centurion Auto Trans       | Harold Shafer Tom Nehl Kent Painter                                | Chevrolet Camaro                           |       | 283   | Culasse                    |
| 38   | GTO    | 72 | Centurion Auto Trans       | Harold Shafer Tom Nehl Kent Painter                                | Chevrolet 6,0 l V8 Atmo                    |       | 283   | Culasse                    |
| 39   | GTO    | 29 | Southern Racing Promo      | Gary Baker (en) Robin McCall (en) Joe Ruttman (en)                 | Chevrolet Corvette                         |       | 281   | Abandon                    |
| 39   | GTO    | 29 | Southern Racing Promo      | Gary Baker (en) Robin McCall (en) Joe Ruttman (en)                 | Chevrolet V8 Atmo                          |       | 281   | Abandon                    |
| 40   | GTP    | 0  | Kreepy Krauly Racing       | Sarel van der Merwe Tony Martin (en) Ian Scheckter                 | March 84G                                  | Y     | 260   | Pneu                       |
| 40   | GTP    | 0  | Kreepy Krauly Racing       | Sarel van der Merwe Tony Martin (en) Ian Scheckter                 | Porsche Type 935/76 2,6 l Flat-6 Turbo     | Y     | 260   | Pneu                       |
| 41   | GTO    | 38 | Mandeville Auto-Tech       | Takashi Yorino Logan Blackburn Roger Mandeville                    | Mazda RX-7                                 |       | 220   | Echapement                 |
| 41   | GTO    | 38 | Mandeville Auto-Tech       | Takashi Yorino Logan Blackburn Roger Mandeville                    | Mazda Rotatif                              |       | 220   | Echapement                 |
| 42   | GTU    | 81 | Mosler Racing              | Steve Alexander Joe Hill George Alderman                           | Ferrari 308 GTB                            |       | 219   | Abandon                    |
| 42   | GTU    | 81 | Mosler Racing              | Steve Alexander Joe Hill George Alderman                           | Ferrari F106AB 3,0 l V8 Atmo               |       | 219   | Abandon                    |
| 43   | GTO    | 89 | Scorpio Racing             | "Jamsal" Eduardo Galdamez "Anbagua"                                | Porsche 934                                |       | 217   | Problèmes électrique       |
| 43   | GTO    | 89 | Scorpio Racing             | "Jamsal" Eduardo Galdamez "Anbagua"                                | Porsche Type 962 3,0 l Flat-6 Turbo        |       | 217   | Problèmes électrique       |
| 44   | GTU    | 55 | Preston & Son Enterprises  | Robert Peters George Schwarz Andre Schwarz                         | Mazda RX-7                                 |       | 214   | Abandon                    |
| 44   | GTU    | 55 | Preston & Son Enterprises  | Robert Peters George Schwarz Andre Schwarz                         | Mazda Rotatif                              |       | 214   | Abandon                    |
| 45   | GTU    | 76 | Malibu Grand Prix          | Jack Baldwin (en) Ira Young Jeff Kline                             | Mazda RX-7                                 |       | 205   | Abandon                    |
| 45   | GTU    | 76 | Malibu Grand Prix          | Jack Baldwin (en) Ira Young Jeff Kline                             | Mazda Rotatif                              |       | 205   | Abandon                    |
| 46   | GTP    | 44 | Group 44                   | Brian Redman Bob Tullius Hurley Haywood                            | Jaguar XJR-5                               | G     | 203   | Pneu, incendie             |
| 46   | GTP    | 44 | Group 44                   | Brian Redman Bob Tullius Hurley Haywood                            | Jaguar 6,0 l V12 Atmo                      | G     | 203   | Pneu, incendie             |
| 47   | GTU    | 57 | Zwiren Racing              | Steve Zwiren Tony Pio Costa Mike Allison Wes Donnington            | Mazda RX-7                                 |       | 188   | Système d'essence          |
| 47   | GTU    | 57 | Zwiren Racing              | Steve Zwiren Tony Pio Costa Mike Allison Wes Donnington            | Mazda Rotatif                              |       | 188   | Système d'essence          |
| 48   | GTP    | 31 | Goral Racing               | Hugo Gralia Emory Donaldson Paul Goral                             | Porsche 935                                |       | 183   | Abandon                    |
| 48   | GTP    | 31 | Goral Racing               | Hugo Gralia Emory Donaldson Paul Goral                             | Porsche Type 930/80 3,2 l Flat-6 Turbo     |       | 183   | Abandon                    |
| 49   | GTO    | 51 | Mosler Racing              | John McComb Rick Mancuso Fred Fiala                                | Ferrari 512 BB LM                          |       | 171   | Boite de vitesses          |
| 49   | GTO    | 51 | Mosler Racing              | John McComb Rick Mancuso Fred Fiala                                | Ferrari 5,0 l V12 Atmo                     |       | 171   | Boite de vitesses          |
| 50   | GTU    | 17 | Al Bacon Racing            | Al Bacon Charles Guest Steve Millen (en)                           | Mazda RX-7                                 |       | 170   | Boite de vitesses          |
| 50   | GTU    | 17 | Al Bacon Racing            | Al Bacon Charles Guest Steve Millen (en)                           | Mazda Rotatif                              |       | 170   | Boite de vitesses          |
| 51   | GTP    | 4  | Lee Racing                 | Lew Price Carson Baird Billy Hagan (en) Terry Labonte              | Lola T711                                  |       | 160   | Boite de vitesses          |
| 51   | GTP    | 4  | Lee Racing                 | Lew Price Carson Baird Billy Hagan (en) Terry Labonte              | Chevrolet 366 6,0 l V8 Atmo                |       | 160   | Boite de vitesses          |
| 52   | GTP    | 29 | DeAtley Motorsports        | Michael Roe Tommy Byrne Darin Brassfield (en)                      | March 84G                                  | G     | 159   | Système d'huile            |
| 52   | GTP    | 29 | DeAtley Motorsports        | Michael Roe Tommy Byrne Darin Brassfield (en)                      | Chevrolet 5,8 l V8 Atmo                    | G     | 159   | Système d'huile            |
| 53   | GTP    | 95 | Van Every Racing           | Lance van Every Ash Tisdelle Jack Refenning                        | Porsche 935                                |       | 157   | Fuite d'huile              |
| 53   | GTP    | 95 | Van Every Racing           | Lance van Every Ash Tisdelle Jack Refenning                        | Porsche Type 930/80 3,2 l Flat-6 Turbo     |       | 157   | Fuite d'huile              |
| 54   | GTO    | 06 | Roush Racing               | John Bauer Jim Miller Willy T. Ribbs                               | Ford Mustang                               | G     | 157   | Système d'huile            |
| 54   | GTO    | 06 | Roush Racing               | John Bauer Jim Miller Willy T. Ribbs                               | Ford 6,0 l V8 Atmo                         | G     | 157   | Système d'huile            |
| 55   | GTP    | 04 | Group 44                   | Claude Ballot-Léna Jim Adams Chip Robinson                         | Jaguar XJR-5                               | G     | 154   | Pression d'huile           |
| 55   | GTP    | 04 | Group 44                   | Claude Ballot-Léna Jim Adams Chip Robinson                         | Jaguar 6,0 l V12 Atmo                      | G     | 154   | Pression d'huile           |
| 56   | GTU    | 60 | Hobbit Racing              | Tony Swan Bob Ruth Steve Dietrich                                  | Mazda RX-7                                 |       | 150   | Accident                   |
| 56   | GTU    | 60 | Hobbit Racing              | Tony Swan Bob Ruth Steve Dietrich                                  | Mazda Rotatif                              |       | 150   | Accident                   |
| 57   | GTO    | 54 | Dave Heinz Imports         | Dave Heinz Dave Barnett Jerry Thompson                             | Chevrolet Corvette                         |       | 138   | Abandon                    |
| 57   | GTO    | 54 | Dave Heinz Imports         | Dave Heinz Dave Barnett Jerry Thompson                             | Chevrolet V8 Atmo                          |       | 138   | Abandon                    |
| 58   | GTO    | 66 | Bob Beasley                | Bob Beasley Jack Lewis Chuck Grantham                              | Porsche 911 Carrera RSR                    |       | 118   | Accident                   |
| 58   | GTO    | 66 | Bob Beasley                | Bob Beasley Jack Lewis Chuck Grantham                              | Porsche 3,2 l Flat-6 Atmo                  |       | 118   | Accident                   |
| 59   | GTP    | 68 | BFGoodrich ( Busby Racing) | Pete Halsmer (en) Dieter Quester John Morton                       | Porsche 962                                | BF    | 107   | Accident                   |
| 59   | GTP    | 68 | BFGoodrich ( Busby Racing) | Pete Halsmer (en) Dieter Quester John Morton                       | Porsche Type 962/71 3,2 l Flat-6 Turbo K36 | BF    | 107   | Accident                   |
| 60   | GTP    | 86 | Bayside Disposal Racing    | Bruce Leven Henri Pescarolo Thierry Boutsen                        | Porsche 962                                | B     | 101   | Moteur                     |
| 60   | GTP    | 86 | Bayside Disposal Racing    | Bruce Leven Henri Pescarolo Thierry Boutsen                        | Porsche Type 962/70 2,9 l Flat-6 Turbo K36 | B     | 101   | Moteur                     |
| 61   | GTO    | 97 | Scyphers-Ankor Racing      | Billy Scyphers Allen Glick Bill Cooper                             | Chevrolet Corvette                         |       | 99    | Accident                   |
| 61   | GTO    | 97 | Scyphers-Ankor Racing      | Billy Scyphers Allen Glick Bill Cooper                             | Chevrolet V8 Atmo                          |       | 99    | Accident                   |
| 62   | GTP    | 25 | Red Lobster Racing         | Kenper Miller Dave Cowart Mauricio de Narváez                      | March 83G                                  |       | 92    | Boite de vitesses          |
| 62   | GTP    | 25 | Red Lobster Racing         | Kenper Miller Dave Cowart Mauricio de Narváez                      | Chevrolet 5,8 l V8 Atmo                    |       | 92    | Boite de vitesses          |
| 63   | GTU    | 87 | Performance Motorsports    | Elliott Forbes-Robinson John Schneider (en) Don Istook             | Porsche 924 Carrera GTR                    |       | 89    | Accident                   |
| 63   | GTU    | 87 | Performance Motorsports    | Elliott Forbes-Robinson John Schneider (en) Don Istook             | Porsche Type 924 2,0 l I4 Turbo            |       | 89    | Accident                   |
| 64   | GTO    | 58 | Coin Operated Racing       | Jim Torres Don Kravig Michael Hammond                              | Porsche 934                                |       | 86    | Abandon                    |
| 64   | GTO    | 58 | Coin Operated Racing       | Jim Torres Don Kravig Michael Hammond                              | Porsche Type 962 3,0 l Flat-6 Turbo        |       | 86    | Abandon                    |
| 65   | GTU    | 13 | Rubino Racing              | Frank Rubino Dennis Wagoner Ken Knott                              | Mazda RX-7                                 | G     | 67    | Essieu                     |
| 65   | GTU    | 13 | Rubino Racing              | Frank Rubino Dennis Wagoner Ken Knott                              | Mazda Rotatif                              | G     | 67    | Essieu                     |
| 66   | GTP    | 20 | Spirit of Cleveland        | Freddy Baker Don Herman Rich Maher Richard Silver                  | Porsche 935                                |       | 62    | Turbo                      |
| 66   | GTP    | 20 | Spirit of Cleveland        | Freddy Baker Don Herman Rich Maher Richard Silver                  | Porsche Type 930/80 3,2 l Flat-6 Turbo     |       | 62    | Turbo                      |
| 67   | GTO    | 70 | Ormond Racing              | Don Cummings Craig Rubright Greg Walker                            | Chevrolet Corvette                         |       | 58    | Moteur                     |
| 67   | GTO    | 70 | Ormond Racing              | Don Cummings Craig Rubright Greg Walker                            | Chevrolet V8 Atmo                          |       | 58    | Moteur                     |
| 68   | GTP    | 07 | LSJ Racing                 | Lyn St. James Tim Coconis Eric Lang                                | Argo JM16                                  |       | 54    | Boite de vitesses          |
| 68   | GTP    | 07 | LSJ Racing                 | Lyn St. James Tim Coconis Eric Lang                                | Ford Cosworth DFV 3,0 l V8 Atmo            |       | 54    | Boite de vitesses          |
| 69   | GTU    | 08 | Paul Romano                | Drake Olson (en) Steve Potter Willard Howe                         | Mazda RX-7                                 |       | 45    | Abandon                    |
| 69   | GTU    | 08 | Paul Romano                | Drake Olson (en) Steve Potter Willard Howe                         | Mazda Rotatif                              |       | 45    | Abandon                    |
| 70   | GTU    | 77 | Championship Motorsports   | Don Wallace John Petrick Don Sikes                                 | Mazda RX-7                                 |       | 36    | Incendie                   |
| 70   | GTU    | 77 | Championship Motorsports   | Don Wallace John Petrick Don Sikes                                 | Mazda Rotatif                              |       | 36    | Incendie                   |
| 71   | GTO    | 47 | Dingman Brothers Racing    | Walt Bohren (en) Ron Bouchard (en) Billy Dingman                   | Pontiac Firebird                           |       | 35    | Abandon                    |
| 71   | GTO    | 47 | Dingman Brothers Racing    | Walt Bohren (en) Ron Bouchard (en) Billy Dingman                   | Pontiac Atmo                               |       | 35    | Abandon                    |
| 72   | GTO    | 41 | Unlimited Telephones       | Luis Sereix Ralph Noseda                                           | Pontiac Firebird                           |       | 28    | Système d'essence          |
| 72   | GTO    | 41 | Unlimited Telephones       | Luis Sereix Ralph Noseda                                           | Pontiac Atmo                               |       | 28    | Système d'essence          |
| 73   | GTU    | 84 | Clay Young                 | Clay Young                                                         | Pontiac Fiero                              |       | 21    | Moteur                     |
| 73   | GTU    | 84 | Clay Young                 | Clay Young                                                         | Pontiac 3,0 l I4 Atmo                      |       | 21    | Moteur                     |
| 74   | GTP    | 16 | Henn's Swap Shop Racing    | Harald Grohs Jean-Louis Schlesser Preston Henn Walter Brun         | Porsche 935                                |       | 15    | Moteur                     |
| 74   | GTP    | 16 | Henn's Swap Shop Racing    | Harald Grohs Jean-Louis Schlesser Preston Henn Walter Brun         | Porsche Type 930/80 3,2 l Flat-6 Turbo     |       | 15    | Moteur                     |
| 75   | GTP    | 61 | Team USA/Deco Sales        | Steve Shelton (en) Don Courtney Brent O'Neill                      | Royale RP40                                |       | 14    | Embrayage                  |
| 75   | GTP    | 61 | Team USA/Deco Sales        | Steve Shelton (en) Don Courtney Brent O'Neill                      | Ford Cosworth DFV 3,0 l V8 Atmo            |       | 14    | Embrayage                  |
| 76   | GTU    | 74 | Whitehall Motorsports      | Paul Gentilozzi Kent Hill Austin Godsey Bobby Akin                 | Porsche 924 Carrera GTR                    |       | 12    | Système de refroidissement |
| 76   | GTU    | 74 | Whitehall Motorsports      | Paul Gentilozzi Kent Hill Austin Godsey Bobby Akin                 | Porsche Type 924 2,0 l I4 Turbo            |       | 12    | Système de refroidissement |
| Np.  | GTP    | 88 | Bayside Disposal Racing    | Bruce Leven Henri Pescarolo Thierry Boutsen                        | Porsche 962                                | B     |       |                            |
| Np.  | GTP    | 88 | Bayside Disposal Racing    | Bruce Leven Henri Pescarolo Thierry Boutsen                        | Porsche Type 962/71 3,2 l Flat-6 Turbo K36 | B     |       |                            |
| Np.  | GTP    | 19 | Performance Motorcar       | Jack Miller Carlos Ramirez Bruce Redding                           | Nimrod NRA/C2 (en)                         |       |       |                            |
| Np.  | GTP    | 19 | Performance Motorcar       | Jack Miller Carlos Ramirez Bruce Redding                           | Aston Martin DP1229 Tickford 5,3 l V8 Atmo |       |       |                            |
| Np.  | GTO    | 64 | Rene Rodriguez             | Ernesto Soto Rene Rodriguez                                        | Chevrolet Corvette                         |       |       |                            |
| Np.  | GTO    | 64 | Rene Rodriguez             | Ernesto Soto Rene Rodriguez                                        | Chevrolet V8 Atmo                          |       |       |                            |
| Np.  | GTP    | 05 | Hi-Tech Racing             | Tico Almeida Miguel Morejon                                        | Porsche 935                                |       |       |                            |
| Np.  | GTP    | 05 | Hi-Tech Racing             | Tico Almeida Miguel Morejon                                        | Porsche Type 930/80 3,2 l Flat-6 Turbo     |       |       |                            |
| Np.  | GTU    | 00 | Jim Logan                  | Jim Logan Graham McRae Leonard Yanke                               | Dodge Daytona                              |       |       |                            |
| Np.  | GTU    | 00 | Jim Logan                  | Jim Logan Graham McRae Leonard Yanke                               | Dodge 2,2 l I4 Atmo                        |       |       |                            |
| Np.  | GTU    | 27 | Paul Fortner               | Russell Gossett Gary Stephens Paul Wolfe (en)                      | Datsun 280Z                                |       |       |                            |
| Np.  | GTU    | 27 | Paul Fortner               | Russell Gossett Gary Stephens Paul Wolfe (en)                      | Datsun 2,8 l I6 Atmo                       |       |       |                            |
| Np.  | GTP    | 85 | Ralph Sanchez Racing       | Emerson Fittipaldi Tony Garcia Mauricio de Narvaez                 | March 85G                                  | G     |       |                            |
| Np.  | GTP    | 85 | Ralph Sanchez Racing       | Emerson Fittipaldi Tony Garcia Mauricio de Narvaez                 | Buick 3,4 l V6 Turbo                       | G     |       |                            |
| Nq.  | GTO    | 24 | Kreider Racing             | Dale Kreider Roy Newsome                                           | Chevrolet Camaro                           |       |       |                            |
| Nq.  | GTO    | 24 | Kreider Racing             | Dale Kreider Roy Newsome                                           | Chevrolet 6,0 l V8 Atmo                    |       |       |                            |
| Nq.  | GTU    | 34 | El Salvador Racing         | Alfredo Mena George Drolsom                                        | Porsche 924 Carrera GTR                    |       |       |                            |
| Nq.  | GTU    | 34 | El Salvador Racing         | Alfredo Mena George Drolsom                                        | Porsche Type 924 2,0 l I4 Turbo            |       |       |                            |
| Nq.  | GTU    | 02 | RNGC Racing                | Dale Kreider Roy Newsome                                           | Mazda RX-7                                 |       |       |                            |
| Nq.  | GTU    | 02 | RNGC Racing                | Dale Kreider Roy Newsome                                           | Mazda Rotatif                              |       |       |                            |
| Nq.  | GTO    | 23 | Import Restoration         | Alan Howes Paul Reisman Bob Hebert                                 | Porsche 911 Carrera RSR                    |       |       |                            |
| Nq.  | GTO    | 23 | Import Restoration         | Alan Howes Paul Reisman Bob Hebert                                 | Porsche 3,2 l Flat-6 Atmo                  |       |       |                            |
| Nq.  | GTO    | 69 | John Hofstra               | John Hofstra Charles Slater                                        | Porsche 911 Carrera RSR                    |       |       |                            |
| Nq.  | GTO    | 69 | John Hofstra               | John Hofstra Charles Slater                                        | Porsche 3,2 l Flat-6 Atmo                  |       |       |                            |
| Nq.  | GTU    | 79 | Whitehall Motorsports      | Tom Winters Bob Bergstrom John Casey                               | Porsche 924 Carrera GTR                    |       |       |                            |
| Nq.  | GTU    | 79 | Whitehall Motorsports      | Tom Winters Bob Bergstrom John Casey                               | Porsche Type 924 2,0 l I4 Turbo            |       |       |                            |

## Pole position et record du tour
- Pole position :  John Paul Jr. (#85 March 85G) en 1 min 41 s 490
- Meilleur tour en course :  Al Holbert (#14 Holbert Racing) en 1 min 48 s 435